# The Way of All Flesh (film din 1927)
The Way of All Flesh este un film mut dramatic american din 1927, regizat de Victor Fleming, scris de Lajos Bíró, Jules Furthman și Julian Johnson după o poveste de Perley Poore Sheehan. Actorul Emil Jannings a câștigat a câștigat primul premiu Oscar pentru cel mai bun actor într-un rol principal în cadrul ceremoniei din 1929 pentru performanțele sale din acest film și din The Last Command, singurul an în care au fost luate în considerare mai multe roluri.
Acum este considerat un film pierdut.

## Distribuție
- Emil Jannings - August Schiller
- Belle Bennett - Doamna Schiller
- Phyllis Haver - Ispita
- Donald Keith - August Schiller junior
- Fred Kohler - Huliganul
- Philippe De Lacy - August Schiller, jr.,copil
- Mickey McBan - Evald
- Betsy Ann Hisle - Charlotte
- Carmencita Johnson - Elizabeth
- Gordon Thorpe - Karl
- Jackie Combs - Heinrich
- Dean Harrell - Evald
- Anne Sheridan
- Nancy Drexel
- Philip Sleeman